# Anthony Greene
Anthony Greene (né le 23 août 1993 à Randolph, Massachusetts) est un catcheur américain. Il travaille actuellement à la Pro Wrestling Noah.

## Carrière

### WWE (2020-2021)
Son match le plus notable à NXT à lieu lors de WarGames 2020, lorsqu'il fait équipe avec Curt Stallion et Ashante Adonis, pour malheuresement perdre contre Legado del Fantasma (Santos Escobar, Raul Mendoza et Joaquin Wilde). Le 25 juin 2021, il est licencié de la WWE.

### All Elite Wrestling (2021-2022)
Lors du Dynamite du 29 septembre, lui et Bear Country (Bear Boulder et Bear Bronson) perdent contre Darby Allin, Eddie Kingston et Jon Moxley.

### Pro Wrestling Noah (2022-...)
Le 17 janvier, il annonce la création du clan "Good Looking Guys" aux côtés de Jake Lee et Jack Morris. Les trois effectuent leur premier match officiel en tant que groupe le 22 janvier 2023, où ils battent Masa Kitamiya, Daiki Inaba et Yoshiki Inamura dans un Six Man Tag Team Match.
Lors de Keiji Muto Grand Final Pro-Wrestling "Last" Love, lui, Jake Lee et Jack Morris battent Sugiura-gun (Takashi Sugiura et Timothy Thatcher) et Satoshi Kojima. Lors de Great Voyage in Yokohama 2023, Lui et Jack Morris battent Naomichi Marufuji et El Hijo de Dr. Wagner Jr..
Lors de Grand Ship 2023 in Nagoya, lui et Jack Morris battent Real (Timothy Thatcher et Saxon Huxley) et remportent les GHC Tag Team Championship. Lors de Demolition Stage 2023 In Niigata, ils conservent les titres contre Kaito Kiyomiya et Ryohei Oiwa.

## Palmarès
- Alpha-1 Wrestling
  - 1 fois A1 Tag Team Championship avec Gregory Iron

- American Wrestling Council
  - 1 fois AWC Heavyweight Championship (actuel)

- Combat Zone Wrestling
  - 1 fois CZW World Heavyweight Championship[11]

- Full Impact Pro
  - 1 fois FIP Florida Heritage Championship[12]

- Limitless Wrestling
  - 2 fois Limitless World Championship
  - Vacationland Cup (2019, 2021)

- Lucky Pro Wrestling
  - 1 fois LPW Heavyweight Championship
  - 1 fois LPW Hard Knox Championship

- Northeast Championship Wrestling
  - 1 fois NCW Heavyweight Championship
  - 1 fois NCW Tag Team Championship avec Mike Paiva

- Power League Wrestling
  - 1 fois PLW Tag Team Championship avec Rob Araujo

- Pro Wrestling NOAH
  - 1 fois GHC Tag Team Championship avec Jack Morris (actuel)

- Stand Alone Wrestling
  - 1 fois SAW Skywalker Championship

- Top Rope Promotions
  - 1 fois TRP Tag Team Championship avec Mikey Webb

- West Coast Wrestling Connection
  - 1 fois WCWC Tag Team Championship avec Jakob Austin Young

- World Xtreme Wrestling C4
  - 1 fois WXW Elite Tag Team Championship avec Cam Zagami